# Цезура
Цезу̀ра (на латински: caesūra) е словораздел в стиха с точно определено място. За цезура може да се говори само когато тя е систематично прокарана в едно произведение.
В метрическото и силабическото стихосложение е словоразделител на определено място, разделящ стиха на 2 половини (полустишия), а при стих с по-голяма дължина – на 3 части.
В силаботоническото стихосложение цезурата като правило съвпада с границата между две стъпки. Така например, в петстъпния ямб тя може да се намира след втората стъпка, в шестстъпния – след третата и т.н.
Понякога цезура се нарича всеки словораздел в стиха (както в античния стих) и словоразделът между всяка стъпка.
По принцип, като силна интонационна пауза цезурата, която разделя стиха, се нарича „голяма цезура“ или „медиана“ за разлика от останалите („малка цезура“).

## В силабичното стихосложение
В българската поезия цезурирани са силабичните стихове на народната песен. Най-разпространеният народен размер е осмосричникът, с цезура след петата сричка, отбелязван 5+3:
Лиляно моме, + Лиляно,

я стани рано + призори

я стани рано + призори,

та либето си + посрещни...

Този размер е характерен и за някои стихотворения на Христо Ботев, като „На прощаване“:
Не плачи, майко, + не тъжи,

че станах ази + хайдутин,

хайдутин, майко, + бунтовник,

та тебе клета + оставих...

## В силаботоничното стихосложение
В българската поезия се среща, макар и рядко, така нареченият александрийски стих, който представлява шестстъпен ямб с цезура след третата стъпка, 3+3. В александрийски стих е написан „Псалом на поета“ от Пенчо Славейков:
Другарко, сещам аз, + последний час настава,

час сбогом и от теб + и от света да зема -

към своя хубав край + се вече приближава

на земний ми живот + тъжовната поема...

## В музиката
В музиката цезурата се използва за означаване на кратка, беззвучна пауза, по време на която метричното време не се отчита. Подобно на тихата ферма̀та, цезурите са разположени между ноти или тактове (преди или над тактови линии), а не върху ноти или паузи (както при фермата). Фермата може да бъде поставена върху цезура, за да укаже по-дълга пауза. В музикалната нотация цезурата се отбелязва с двойни наклонени линии (//).